# Крейсера типа «Тикума»
«Тикума» (яп. 筑摩型防護巡洋艦 Тикума-гата бо:го:дзюнё:кан, в некоторых русских переводах «Чикума») — тип лёгких крейсеров японского императорского флота времён Первой мировой войны. Головной корабль и класс названы в честь реки Тикума в префектуре Нагано. Всего построено 3 единицы: «Тикума», «Яхаги», «Хирадо». Разрабатывались под влиянием конструкции британских крейсеров типа «Веймут», но были уже, длиннее и несли бортовую броню в районе торпедного отсека. Головной корабль заложен на полтора года раньше британских крейсеров типа «Чатам». Первые быстроходные турбинные крейсера Японии.

## Конструкция

### Корпус и компоновка
Распределение веса элементов крейсеров выглядело следующим образом:
|                          | Масса, т | В процентах |
| ------------------------ | -------- | ----------- |
| Корпус и снаряжение      | 2278,0   | 45,20 %     |
| Броневая защита          | 439,0    | 8,71 %      |
| Вооружение               | 363,0    | 7,20 %      |
| Энергетическая установка | 1175,0   | 23,31 %     |
| Топливо (уголь)          | 500      | 9,92 %      |
| Оборудование             | 285,0    | 5,65 %      |
| Водоизмещение нормальное | 5040,0   | 100 %       |

### Броневая защита
Как и на «Тонэ», основой защиты крейсеров была броневая палуба. Она собиралась из 22,2-мм листов никелевой стали, бортовые скосы, в районе энергетической установки, (под углом 35°, ширина — 2,75 м) дополнительно усиливались 35-мм плитами из того же материала — суммарная их толщина составляла 57,2 мм. Пространство между броневой палубой и расположенной над ней средней палубой было занято угольными бункерами, как и между бортом и отсеками энергетической установки. Её дополнял пояс на протяжении машинного отделения длиной 24,33 м шириной 2,77 м из которых над водой 1,25 м из 88-мм никелевой стали (NS).
Расположенный на средней палубе в корме торпедный отсек имел стенки из 89-мм (против 25,4 мм на «Тонэ») плит крупповской брони и потолок из 12,7-мм стали НТ. Боевая рубка же защищалась 102-мм плитами крупповской брони.

### Энергетическая установка
На крейсерах устанавливалась паротурбинная установка (с работающими напрямую на валы паровыми турбинами) мощностью 22 500 л. с. (16,549 МВт). При полуторакратном приросте мощности по сравнению с оснащённым поршневыми машинами «Тонэ» она была лишь немногим тяжелее, энерговооружённость возросла с 14,2 до 19,2 л. с. на тонну ЭУ. Проектная скорость хода крейсеров составляла 26 узлов, или на 3 узла больше, чем у предшественника. Таким образом, «Тикума», «Хирато» и «Яхаги» стали первыми японскими быстроходными турбинными крейсерами.
На «Тикуме» и «Хирато» устанавливались по две турбины Брауна-Кёртисса на 11 250 л. с., изготовленные по лицензии компанией «Кавасаки». Каждая из них включала пятнадцать ступеней переднего хода и два ротора заднего, вращая вал с максимальной частотой оборотов 340 об/мин. Турбины эти были близкими аналогами установленных на линкорах типа «Кавати», только на крейсерах диаметр начальной окружности был уменьшен с 3,66 до 2,74 м. На «Яхаги» же были установлены четыре турбины Мицубиси-Парсонса, произведённые заводом «Мицубиси» в Нагасаки. Две из них были высокого давления (ТВД) и работали на внешние валы, две — низкого (ТНД) и работали на внутренние, максимальная частота оборотов в обеих случаях составляла 470 об/мин. Дополнительно имелись крейсерские турбины, соединённые последовательно с ТНД и при переходе на экономичный ход работавшие на внутренние валы (крейсерская турбина высокого давления вращала левый вал, низкого давления — правый). Две турбины заднего хода были размещены в корпусах ТНД.
Па́ром турбины питали шестнадцать водотрубных котлов с трубками малого диаметра типа «Кампон» (в 1914 году с появлением более совершенных котлов «Ро Го» получили обозначение «И Го»). Котлы были расположены в четырёх котельных отделениях (четыре малых — в первом и по четыре больших — в остальных), продукты сгорания от них выводились в четыре дымовые трубы (одна на каждое отделение). Рабочее давление насыщенного пара — 19,35 кгс/см², на двенадцати больших котлах «Тикумы» при этом использовался перегретый пар (температура на 31 °C больше температуры насыщенного пара при том же давлении). На этапе проектирования планировалось установить менее совершенные водотрубные котлы с трубками большого диаметра конструкции Миябара, на котлы типа «Кампон» их заменили в процессе постройки. Все котлы имели смешанное отопление, максимальный проектный запас топлива составлял по проекту 300 дл. тонн мазута и 1000 дл. тонн угля (фактический: 300+1128 тонн на «Тикуме», 311+1198 тонн на «Хирато», 378+1122 тонн на «Яхаги»). Максимальная дальность плавания составляла по проекту 10 000 морских миль 10-узловым ходом, 5000 морских миль 16-узловым ходом и 2650 миль 22-узловым ходом.
| Результаты ходовых испытаний крейсеров | Результаты ходовых испытаний крейсеров | Результаты ходовых испытаний крейсеров | Результаты ходовых испытаний крейсеров | Результаты ходовых испытаний крейсеров | Результаты ходовых испытаний крейсеров |
|                                        | Дата                                   | Место проведения                       | Водоизмещение, тонн                    | Мощность силовой установки, л. с.      | Скорость, узлов                        |
| -------------------------------------- | -------------------------------------- | -------------------------------------- | -------------------------------------- | -------------------------------------- | -------------------------------------- |
| «Тикума»                               | Март 1912 года                         | Район Миэ                              | ?                                      | 27 400                                 | 26,830                                 |
| «Хирато»                               | 25 мая 1912 года                       | Район Миэ                              | 4998                                   | 29 536                                 | 27,140                                 |
| «Яхаги»                                | Май 1912 года                          | Район острова Авадзисима               | 4970                                   | 26 149                                 | 26,786                                 |

### Вооружение
Основное вооружение крейсеров состояло из восьми 152-мм орудий тип 41 с длиной ствола 45 калибров (по одному на полубаке и юте, четыре в спонсонах по бортам от фок-мачты и грот-мачты и два по бортам от второй дымовой трубы). Все орудия располагались на тумбовых установках и были оснащены броневыми щитами, максимальная дальность стрельбы — 14 800 м при угле возвышения 18°. На борт могли стрелять 5 орудий из 8, на нос и корму — теоретически до 3. По размещению основных орудий тип «Тикума» был схож с большинством бронепалубных крейсеров, но выделялся (в том числе относительно «Тонэ») единым их калибром — 152 мм. На момент закладки крейсеров типа «Тикума» такую особенность из строящихся кораблей имели только британские крейсера типа «Веймут» (заложенные в том же 1910 году, но за счёт более быстрой постройки вступившие в строй раньше).
Дополнительно имелись четыре 76-мм орудия тип 41 с длиной ствола 40 калибров (на верхней палубе спереди и сзади первой дымовой трубы), два 6,5-мм пулемёта Максима и шесть 90-см прожекторов Сименса-Шуккерта (по два на переднем и заднем мостиках, по одному на прожекторных площадках фок-мачты и грот-мачты). Торпедное вооружение, как и на «Тонэ», включало в себя три 450-мм неподвижных однотрубных торпедных аппарата на средней палубе (один в ахтертевне, два по бортам под кормовым мостиком) с общим боекомплектом в 6 торпед тип 44.

## Строительство
Крейсера типа «Тикума» строились по программе 1907 года, временные обозначения по ней — крейсера 2-го класса «И», «Ро» и «Ха». Заказы на них были выданы в ноябре 1908 года, а 23 декабря 1909 года они получили имена «Тикума», «Яхаги» и «Хирато» — в честь двух рек и залива. Корабли были официально заложены в период с мая по август 1910 года (хотя фактически работы на «Тикуме» и «Яхаги» начались 1 апреля и 2 октября 1909 года), а в строй вошли в мае-июле 1912 года. Головной крейсер «Тикума» строился арсеналом флота в Сасэбо, непосредственно перед этим построившим крейсер «Тонэ». «Яхаги» и «Хирато» же были заказаны частным верфям «Мицубиси» и «Кавасаки», став первыми построенными крупными боевыми кораблями (ранее они вели строительство только 381-тонных эсминцев и посыльного судна «Могами».
| Название          | Место постройки            | Заложен         | Спущен на воду | Введён в эксплуатацию | Судьба                                |
| ----------------- | -------------------------- | --------------- | -------------- | --------------------- | ------------------------------------- |
| Тикума (яп. 筑摩) | Арсенал флота, Сасэбо      | 23 мая 1910     | 1 апреля 1911  | 17 мая 1912           | Потоплен в качестве цели в 1935 году. |
| Яхаги (яп. 矢矧)  | Верфь «Мицубиси», Нагасаки | 20 июня 1910    | 3 октября 1911 | 27 июля 1912          | Разделан на металл в 1947 году.       |
| Хирато (яп. 平戸) | Верфь «Кавасаки», Кобэ     | 10 августа 1910 | 29 июня 1911   | 17 июня 1912          | Разделан на металл в 1947 году.       |